# Eriocampa tulameenensis
Eriocampa tulameenensis es una especie extinta de avispa o mosca sierra de la familia Tenthredinidae del Eoceno temprano y temprano medio. Se lo ha encontrado en depósitos de lagos cerca de la comunidad de Princeton, British Columbia en Similkameen region.

## Historia y clasificación
Se conoce un solo fósil de Eriocampa tulameenensis el holotipo, número "GSC No. 22688". Se trata de un adulto casi completo de sexo indeterminado conservado en una compresión de arena fina, shale.
Es una de siete especies fósiles del género Eriocampa. Las otras son E. bruesi, E. celata, E. pristina,  E. scudderi, E. synthetica y E. wheeleri. Todas estas han sido descritas con base en ejemplares encontrados en la formación Florissant de Colorado, Norteamérica. Son de 39 millones de años o sea más recientes que la localidad de Princeton, de 49 millones de años, donde se encontró a E. tulameenensis. E. tulameenensis es el ejemplar más grande de los siete.